# ظرو ثنائي الريش
ظرو ثنائي الريش (الاسم العلمي: Koelreuteria bipinnata)، نوع من الظرو موطنه جنوب الصين. هي شجرة نفضية صغيرة إلى متوسطة الحجم تنمو إلى ارتفاع يتراوح بين 7 و 20 متراً. وهي قليلة التفرع وهي واحدة من الأشجار القليلة التي تزهر في الصيف. يمكن أن تعيش الشجرة من 50 إلى 150 عامًا.